# Sandra Crouch
Sandra Crouch (Los Angeles, 1º luglio 1942 – Los Angeles, 17 marzo 2024) è stata una cantante, musicista e percussionista statunitense.

## Biografia
Afroamericana e sorella gemella di un altro musicista, il pastore Andraé Crouch, Sandra Crouch nacque a Los Angeles il 1º luglio 1942. Iniziò la sua carriera musicale suonando il tamburello in brani di artisti legati alla Motown; intervenne anche in I Want You Back e ABC dei Jackson 5.
Intrapresa poi l'attività di cantante solista, si specializzò nel gospel. Vinse il Grammy Award nel 1984, nella categoria "Best Soul Gospel Performance, Female" per l'album We Sing Praises e nel 1986 fu nominata per un altro Grammy nella categoria "Best Soul Gospel Performance, Duo, Group, Chorus or Choir".
Morì a Los Angeles il 17 marzo 2024 all'età di 81 anni.